# Lövåstjärnen (Ore socken, Dalarna)
Lövåstjärnen är en sjö i Rättviks kommun i Dalarna och ingår i Dalälvens huvudavrinningsområde.